# Cuproxena nereidana
Cuproxena nereidana es una especie de polilla del género Cuproxena, familia Tortricidae.
Fue descrita científicamente por Zeller en 1866.